# Francesco Scianna
Francesco Scianna (Palermo, 25 marzo 1982) è un attore italiano.

## Biografia
Francesco Scianna, nato a Palermo il 25 marzo 1982, comincia la propria carriera di attore in teatro, fin dai tempi in cui frequentava il Liceo Scientifico G. Galilei. Debutta nel 1997 con il recital di poesie di Salvatore Quasimodo, "C.E.I."; riceve le prime lezioni di recitazione dalla doppiatrice Serena Michelotti, in seguito partecipa a molte altre opere e si diploma presso l'Accademia nazionale d'arte drammatica; inoltre studia con Francesca Viscardi Leonetti, pedagoga e direttrice artistica della "Free Mistake Project".
Nel 2002 esordisce nel cinema con Il più bel giorno della mia vita di Cristina Comencini, a cui fa seguito L'odore del sangue, regia di Mario Martone, del 2004.
Dopo questi film gira alcune fiction televisive: La luna e il lago, regia di Andrea Porporati, film TV in onda nel 2006 su Rai Uno, e la miniserie TV di Canale 5, Il capo dei capi.
Il successo arriva nel 2009 quando interpreta il ruolo di Peppino Torrenuova, protagonista maschile del film Baarìa, regia di Giuseppe Tornatore, che vede come protagonista femminile l'esordiente Margareth Madè. Il film, oltre a ottenere un lusinghiero successo al botteghino, viene candidato a partecipare come film italiano agli Oscar 2010 e inoltre viene candidato ai Golden Globe. Nel 2012 viene scelto per la campagna pubblicitaria di Dolce&Gabbana primavera/estate e successivamente riconfermato per quella autunno/inverno.
È stato impegnato nelle riprese di Milionari, il quarto film di Alessandro Piva. 
Nel 2015 prende parte alla commedia Latin Lover. Nel 2016 è tra i protagonisti della serie La mafia uccide solo d'estate. Nel 2022 è Simone, uno dei due padri protagonisti del film Il filo invisibile.

## Filmografia

### Cinema
- Il più bel giorno della mia vita, regia di Cristina Comencini (2002)
- L'odore del sangue, regia di Mario Martone (2004)
- L'uomo di vetro, regia di Stefano Incerti (2007)
- Baarìa, regia di Giuseppe Tornatore (2009)
- Vallanzasca - Gli angeli del male, regia di Michele Placido (2010)
- Ti amo troppo per dirtelo, regia di Marco Ponti (2011)
- L'industriale, regia di Giuliano Montaldo (2012)
- Itaker - Vietato agli italiani, regia di Toni Trupia (2012)
- Come il vento, regia di Marco Simon Puccioni (2013)
- Milionari, regia di Alessandro Piva (2014)
- Allacciate le cinture, regia di Ferzan Özpetek (2014)
- Latin Lover, regia di Cristina Comencini (2015)
- Una storia sbagliata, regia di Gianluca Maria Tavarelli (2015)
- I calcianti, regia di Stefano Lorenzi (2015)
- The Price of Desire, regia di Mary McGuckian (2015)
- Ben-Hur, regia di Timur Bekmambetov (2016)
- Maria Maddalena (Mary Magdalene), regia di Garth Davis (2018)
- Attenti al gorilla, regia di Luca Miniero (2019)
- Il filo invisibile, regia di Marco Puccioni (2022)
- Cattiva coscienza, regia di Davide Minnella (2023)
- Conversazioni con altre donne, regia di Filippo Conz (2023)

### Televisione
- Il Grande Torino, regia di Claudio Bonivento – miniserie TV (2005)
- R.I.S. - Delitti imperfetti – serie TV, episodio 1x04 (2005)
- La luna e il lago, regia di Andrea Porporati – film TV (2006)
- Il capo dei capi, regia di Alexis Sweet e Enzo Monteleone – miniserie TV (2007)
- Ho sposato uno sbirro – serie TV, episodio 1x03 (2008)
- Le cose che restano, regia di Gianluca Maria Tavarelli – miniserie TV (2010)
- Altri tempi, regia di Marco Turco – miniserie TV (2013)
- La mafia uccide solo d'estate – serie TV (2016-2018)
- Maltese - Il romanzo del Commissario, regia di Gianluca Maria Tavarelli – miniserie TV (2017)
- La stagione della caccia - C'era una volta Vigata, regia di Roan Johnson – film TV (2019)
- Il processo – serie TV (2019)
- A casa tutti bene - La serie – serie TV (2021-in corso)

## Premi e riconoscimenti
- Nastro d'argento
  - 2009 - Promessa dell'anno[6]
  - 2013 - Candidatura al migliore attore protagonista per Itaker - Vietato agli italiani
  - 2015 - Candidatura al migliore attore non protagonista per Latin Lover
  - 2022 - Migliore attore in un film commedia per Il filo invisibile [7]
- Nastri d'argento - Grandi Serie
  - 2022 - Candidatura per il migliore attore non protagonista in una serie per A casa tutti bene - La serie[8]

### Altre premiazioni
- Capri Hollywood International Film Festival
  - Capri Exploit Award per Baarìa[9]
- Federazione Italiana Cinema d'Essai
  - 2013 - Miglior attore per Itaker - Vietato agli italiani[10]
- Festa del Cinema di Roma
  - 2011 - LARA Award al miglior interprete italiano per L'industriale